# Maithili (sprog)
Maithili er et indoarisk sprog som tales i den indiske delstat Bihar og i den østlige Terai-region i Nepal. Mange sprogfolk betragter det ikke som et selvstændigt sprog, men som en dialekt af hindi. Det slås også nogle gange sammen med de to nærtstående sprog (eller dialekter) Bhojpuri og Magahi som samlet benævnes bihari.
En bevægelse for at få gjort maithili til officielt sprog i Indien, så det kunne bruges til uddannelse i og officielle sammenhænge, endte med at sproget fik officiel status i 2003. Sproget har en rig litteratur.
Ordet maithili kommer fra Mithila som var en selvstændig stat i oldtiden.